# Ileanta celebensis
Ileanta celebensis là một loài tò vò trong họ Ichneumonidae.